# Ringer-Weltmeisterschaften 1953
Die Ringer-Weltmeisterschaften 1953 fanden vom 17. bis zum 19. April 1953 in Neapel statt. Die Ringer wurden in acht Gewichtsklassen unterteilt. Im Gegensatz zu 1951 wurde nicht im freien, sondern im griechisch-römischen Stil gerungen. Von den sowjetischen Ringern, die an den Start gegangen waren, verpasste lediglich Olympiasieger Jakow Punkin als Fünftplatzierter in der Gewichtsklasse bis 62 kg einen Medaillenrang.

## Medaillengewinner
| Klasse | Gold              | Silber          | Bronze           |
| ------ | ----------------- | --------------- | ---------------- |
| -52 kg | Boris Gurewitsch  | Ahmet Bilek     | Maurice Mewis    |
| -57 kg | Artjom Terjan     | Imre Hódos      | Giovanni Cocco   |
| -62 kg | Olle Anderberg    | Umberto Trippa  | Elie Naasan      |
| -67 kg | Gustav Freij      | Kyösti Lehtonen | Schazam Safin    |
| -73 kg | Georgi Chatvorjan | Miklós Szilvási | Franco Benedetti |
| -79 kg | Giwi Kartosia     | Axel Grönberg   | Kalervo Rauhala  |
| -87 kg | August Englas     | Kelpo Gröndahl  | Kurt Rusterholz  |
| +87 kg | Bertil Antonsson  | Johannes Kotkas | Guido Fantoni    |

## Ergebnisse

### Fliegengewicht (bis 52 kg)
| Platz | Land           | Sportler           |
| ----- | -------------- | ------------------ |
| 1     | Sowjetunion    | Boris Gurewitsch   |
| 2     | Türkei         | Ahmet Bilek        |
| 3     | Belgien        | Maurice Mewis      |
| 4     | Rumänien       | Dumitru Pârvulescu |
| 5     | BR Deutschland | Heinrich Weber     |
| 6     | Ungarn         | Bela Kenez         |

Datum: April 1953

Titelverteidiger (Freistil):
 Ali Yücel

Olympiasieger 1952:
 Boris Gurewitsch (griech.-röm.)
 Hasan Gemici (Freistil)

Teilnehmer: ?

### Bantamgewicht (bis 57 kg)
| Platz | Land        | Sportler         |
| ----- | ----------- | ---------------- |
| 1     | Sowjetunion | Artjom Terjan    |
| 2     | Ungarn      | Imre Hódos       |
| 3     | Italien     | Giovanni Cocco   |
| 4     | Finnland    | Matti Rantala    |
| 5     | Türkei      | Kemal Demirsüren |
| 6     | Libanon     | Zakaria Chihab   |

Datum: April 1953

Titelverteidiger (Freistil):
 Nasuh Akar

Olympiasieger 1952:
 Imre Hódos (griech.-röm.)
 Shōhachi Ishii (Freistil)

Teilnehmer: ?

### Federgewicht (bis 62 kg)
| Platz | Land        | Sportler       |
| ----- | ----------- | -------------- |
| 1     | Schweden    | Olle Anderberg |
| 2     | Italien     | Umberto Trippa |
| 3     | Libanon     | Elie Naasan    |
| 4     | Österreich  | Roman Heller   |
| 5     | Sowjetunion | Jakow Punkin   |
| 6     | Rumänien    | Ion Popescu    |

Datum: April 1953

Titelverteidiger (Freistil):
 Nurettin Zafer

Olympiasieger 1952:
 Jakow Punkin (griech.-röm.)
 Bayram Şit (Freistil)

Teilnehmer: ?

### Leichtgewicht (bis 67 kg)
| Platz | Land        | Sportler        |
| ----- | ----------- | --------------- |
| 1     | Schweden    | Gustav Freij    |
| 2     | Finnland    | Kyösti Lehtonen |
| 3     | Sowjetunion | Schazam Safin   |
| 4     | Rumänien    | Dumitru Cuc     |
| 4     | Dänemark    | August Højrup   |
| 4     | Türkei      | Tevfik Yüce     |

Datum: April 1953

Titelverteidiger (Freistil):
 Olle Anderberg

Olympiasieger 1952:
 Schazam Safin (griech.-röm.)
 Olle Anderberg (Freistil)

Teilnehmer: ?

### Weltergewicht (bis 73 kg)
| Platz | Land        | Sportler          |
| ----- | ----------- | ----------------- |
| 1     | Sowjetunion | Georgi Chatworjan |
| 2     | Ungarn      | Miklós Szilvási   |
| 3     | Italien     | Franco Benedetti  |
| 4     | Rumänien    | Marin Belușica    |
| 5     | Schweden    | Per Berlin        |
| 5     | Türkei      | Bekir Büke        |

Datum: April 1953

Titelverteidiger (Freistil):
 Celal Atik

Olympiasieger 1952:
 Miklós Szilvási (griech.-röm.)
 William Smith (Freistil)

Teilnehmer: ?

### Mittelgewicht (bis 79 kg)
| Platz | Land           | Sportler        |
| ----- | -------------- | --------------- |
| 1     | Sowjetunion    | Giwi Kartosia   |
| 2     | Schweden       | Axel Grönberg   |
| 3     | Finnland       | Kalervo Rauhala |
| 4     | Türkei         | İsmet Atlı      |
| 5     | Ungarn         | Gyula Németi    |
| 5     | BR Deutschland | Johann Sterr    |

Datum: April 1953

Titelverteidiger (Freistil):
 Haydar Zafer

Olympiasieger 1952:
 Axel Grönberg (griech.-röm.)
 Dawit Zimakuridse (Freistil)

Teilnehmer: ?

### Halbschwergewicht (bis 87 kg)
| Platz | Land        | Sportler        |
| ----- | ----------- | --------------- |
| 1     | Sowjetunion | August Englas   |
| 2     | Finnland    | Kelpo Gröndahl  |
| 3     | Schweiz     | Kurt Rusterholz |
| 4     | Ungarn      | Gyula Kovács    |
| 4     | Niederlande | L. Melgers      |
| 6     | Türkei      | Hilmi Tafraci   |

Datum: April 1953

Titelverteidiger (Freistil):
 Yaşar Doğu

Olympiasieger 1952:
 Kelpo Gröndahl (griech.-röm.)
 Viking Palm (Freistil)

Teilnehmer: ?
  
Der gebürtige Este Englas gewann den Weltmeistertitel trotz einer Niederlage gegen den Schweden Karl-Erik Nilsson, der nur den siebten Platz erreichte. Englas gewann dafür seine Kämpfe gegen Kurt Rusterholz (Schweiz), Adelmo Bulgarelli (Italien; Achtplatzierter) und dem Finnen Kelpo Gröndahl.

### Schwergewicht (über 87 kg)
| Platz | Land         | Sportler            |
| ----- | ------------ | ------------------- |
| 1     | Schweden     | Bertil Antonsson    |
| 2     | Sowjetunion  | Johannes Kotkas     |
| 3     | Italien      | Guido Fantoni       |
| 4     | Finnland     | Taisto Kangasniemi  |
| 5     | Türkei       | Süleyman Baştimur   |
| 6     | Griechenland | Antonios Georgoulis |

Datum: April 1953

Titelverteidiger (Freistil):
 Bertil Antonsson

Olympiasieger 1952:
 Johannes Kotkas (griech.-röm.)
 Arsen Mekokischwili (Freistil)

Teilnehmer: ?

Der Schwede Bertil Antonsson blieb auch bei seiner dritten Weltmeisterschaftsteilnahme ohne Niederlage. In Neapel bezwang er den Türken Baştimur, Willi Waltner aus Deutschland, Josip Bajer aus Jugoslawien, Josef Růžička (Tschechoslowakei), Georgoulis und Kotkas.

## Medaillenspiegel
| Rang | Land        | Gold | Silber | Bronze |
| ---- | ----------- | ---- | ------ | ------ |
| 1    | Sowjetunion | 5    | 1      | 1      |
| 2    | Schweden    | 3    | 1      | 0      |
| 3    | Finnland    | 0    | 2      | 1      |
| 4    | Ungarn      | 0    | 2      | 0      |
| 5    | Italien     | 0    | 1      | 3      |
| 6    | Türkei      | 0    | 1      | 0      |
| 7    | Libanon     | 0    | 0      | 1      |
| 8    | Schweiz     | 0    | 0      | 1      |
|      | Belgien     | 0    | 0      | 1      |